# Iași
Iasi en español y Iași en rumano (pronunciado [jaʃʲ]ⓘ) es una ciudad con estatus de municipio de Rumania. Es una de las ciudades más pobladas e importantes del país. La ciudad fue capital del Principado de Moldavia desde 1564 hasta 1859, de los Principados Unidos de Valaquia y Moldavia entre 1859-1862, y del Reino de Rumanía entre 1916-1918. 
Está situada en el nordeste del país, cerca de la frontera con la República de Moldavia, en el distrito de Iași, del que es capital. La ciudad es atravesada por el río Bahlui. Iași es una de las principales ciudades rumanas, que en 2016 contaba con una población de 354 732 habitantes, por lo que es el centro social, económico, cultural y académico de la histórica región rumana de Moldavia. Conocida como "La ciudad sobre siete colinas" y "La ciudad de los grandes amores", Iași es un símbolo de la historia de los rumanos. El historiador Nicolae Iorga afirmó: "No debería haber ningún rumano que no conozca bien la ciudad de Iași".
La más antigua universidad rumana fue construida en Iași: se trata de la Universidad "Alexandru Ioan Cuza". Hoy en día hay más de  80 000 estudiantes en la ciudad, repartidos en cinco universidades públicas y tres privadas. La rica vida social y cultural se sustenta en el Teatro Nacional (el más antiguo teatro nacional de Rumanía), en la Ópera, la Filarmónica Estatal de Iași, el Ateneo Tătărași, un famoso jardín botánico (el más antiguo y el más grande del país), la Biblioteca Central Universitaria (la más antigua de Rumanía), los grandes festivales y centros culturales, numerosos museos, casas memoriales y monumentos históricos.

## Historia

### Mediados delsigloXIXalsigloXX
A medida que el poder otomano se debilitaba, esta sombría saga se vio interrumpida por la sorpresiva elección del príncipe Alejandro Juan Cuza, que logró la unificación de Moldavia y Valaquia en 1859 con el apoyo diplomático de Francia. En la nueva Rumania, Cuza fundó universidades en Iași y Bucarest, introdujo la escolarización obligatoria para ambos sexos y secularizó la propiedad monástica, que en aquella época representaba una quinta parte de Moldavia. Por último, su emancipación de los siervos enfureció tanto a los terratenientes y a los círculos militares que en 1866 derrocaron a Cuza y restablecieron el statu quo ante bellum, aunque manteniendo la unión.

### Comunidad judía
La segunda mitad del siglo XIX fue una época fértil para la vida intelectual en Iași, donde el círculo literario Junimea atrajo a talentos como el poeta Mihai Eminescu y el escritor Ion Creangă, que, al igual que el historiador Nicolae Iorga, se convirtieron en figuras nacionales. Fue también el apogeo de la cultura judía en Iași (o Jassy, como se llamaba en yidis), y en 1876 el empresario local Abraham Goldfaden puso en escena la primera representación teatral en yidis del mundo en el jardín de vinos Pumul Verde (por su traducción del rumano, árbol verde), frente al actual Teatro Nacional.

### Guerras mundiales

#### Primera Guerra Mundial
El nacionalismo de Junimea era más romántico que chovinista, pero sin quererlo preparó el terreno para una versión más mortífera en la Gran Rumania que se creó para recompensar al Antiguo Reino (Regat) por sus sacrificios en la Primera Guerra Mundial, cuando la mayor parte del país fue ocupada por los alemanes y el gobierno fue evacuado a Iași. Con la ampliación de sus fronteras a Besarabia y Bucovina, Moldavia heredó grandes minorías de judíos, ucranianos y gitanos, lo que agravó las tensiones étnicas y de clase en una región devastada por la guerra.

#### Período de entreguerras
Durante la década de 1920, Iași se hizo famosa por su antisemitismo, encabezado por un profesor cuya Liga para la Defensa Nacional-Cristiana prácticamente cerró la universidad a los judíos, que entonces representaban más de un tercio de la población, y más tarde engendró la Guardia de Hierro. Su principal chivo expiatorio fue Magda Lupescu, la amante judía de Carlos II de Rumania, nacida en la ciudad y muy odiada por haber amasado una fortuna mediante turbias especulaciones.

### Era comunista

#### Industrialización
En la década de 1960, en un cabildo de ese entonces se decidió establecer la Zona Industrial al sur de Iași, un espacio exclusivo para la construcción de fábricas. Tras la visita de Ceaușescu a la urbe en 1966 y la instalación de nuevas plantas se aceleró la industrialización de la ciudad. A la par, Iași experimentó la aparición de los primeros barrios obreros.

### Revolución rumana de 1989

#### Preludio
El 14 de diciembre de 1989, Ștefan Prutianu y Cassian Maria Spiridon dirigieron un movimiento anticomunista que tuvo lugar en la Piața Unirii de Iași. Poco después, las fuerzas del orden los arrestaron junto a otros manifestantes y todos fueron liberados el 22 del mismo mes y año.

#### Pandemia de COVID-19
La campaña de vacunación comenzó el 27 de diciembre de 2020 en el Hospital Clínico de Enfermedades Infecciosas de Iași. El médico Florin Roșu, gerente de Enfermedades Infecciosas del nosocomio, fue la primera persona en recibir la dosis inicial contra la enfermedad en la ciudad.
Hacia junio de 2023, la Dirección de Salud Pública de Iași informó que el condado experimentó una disminución constante de casos.

## Demografía
La ciudad, que tiene una superficie de 94 km², cuenta según el censo rumano de 2021 del Instituto Nacional de Estadística de Rumania con 271 692 habitantes y una densidad de 2890 hab./km².
| Gráfica de evolución demográfica de Iași entre 1774 y 2021 |
| |
| Aproximaciones de población de 1774, 1803 y 1820 según George Ţurcănaşu y Alexandru Ungureanu. Para 1851, consulte la población indicada según la Enciclopedia Chambers. Población de 1912, 1930, 1941, 1948, 2011 y 2021 censada. |

## Urbanismo

### Parques y jardines
La ciudad es famosa por sus numerosas plantaciones de Tilia tomentosa, un árbol considerado un símbolo local. Está distribuida en varios parques de Iași, incluyendo:

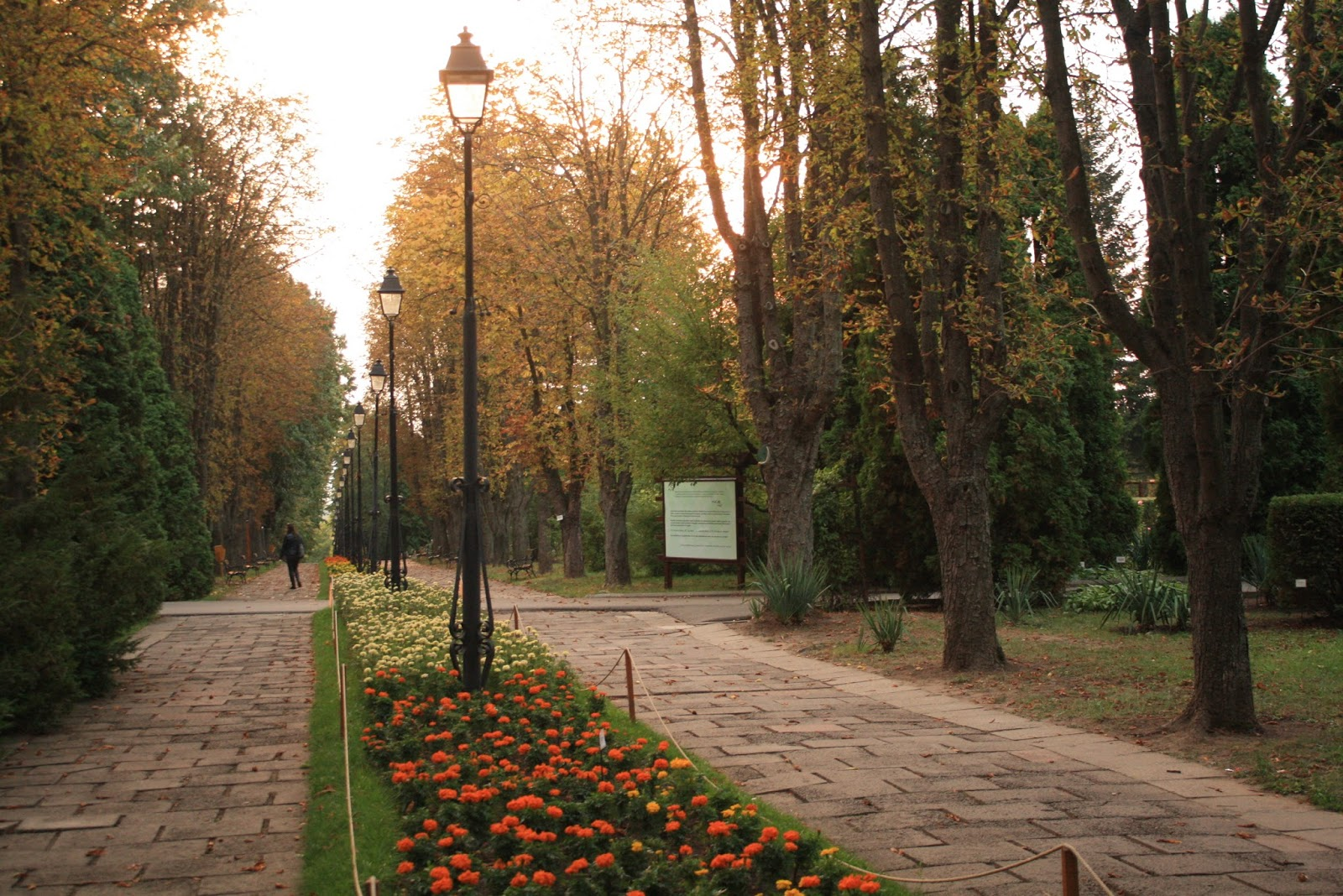
Jardín Botánico de Iași.

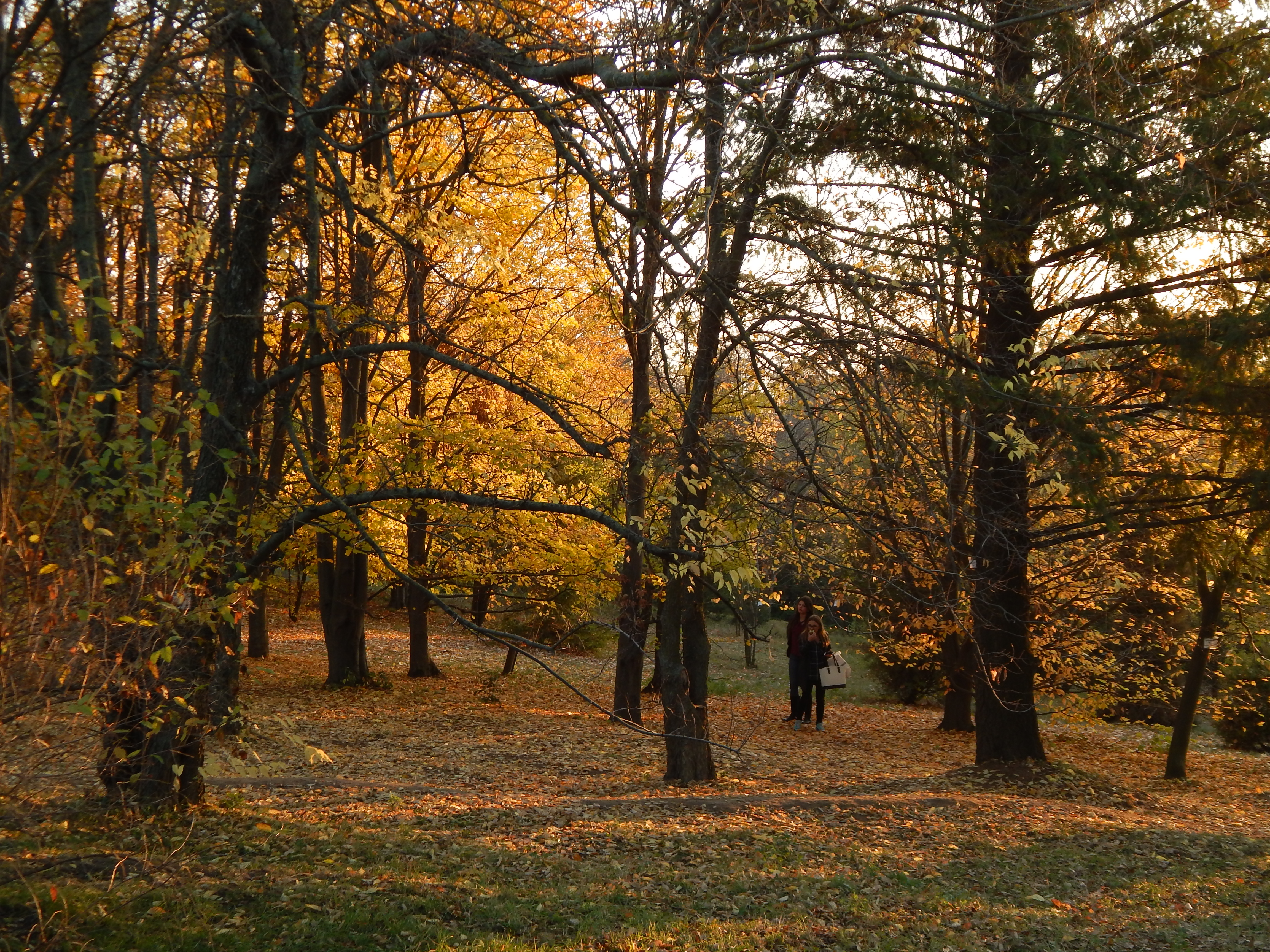
Parque Copou.

- El Jardín Botánico Anastasie Fătu. Con 82 hectáreas, es el jardín más grande y antiguo de Rumania, fundado en 1856 y trasladado a su actual ubicación en 1963.[15]

- El Parque Copou está situado al norte de la ciudad, y con 10 hectáreas, es uno de los lugares más significativos de Iași. Aquí yace quizás el ejemplar de tilo plateado más famoso en su especie, el tilo de Eminescu, llamado así por tratarse del árbol predilecto del poeta Mihai Eminescu, bajo el cual meditaba y le servía como inspiración para su obra literaria.[16]

## Administración y política

### Autoridades

#### Gestión actual

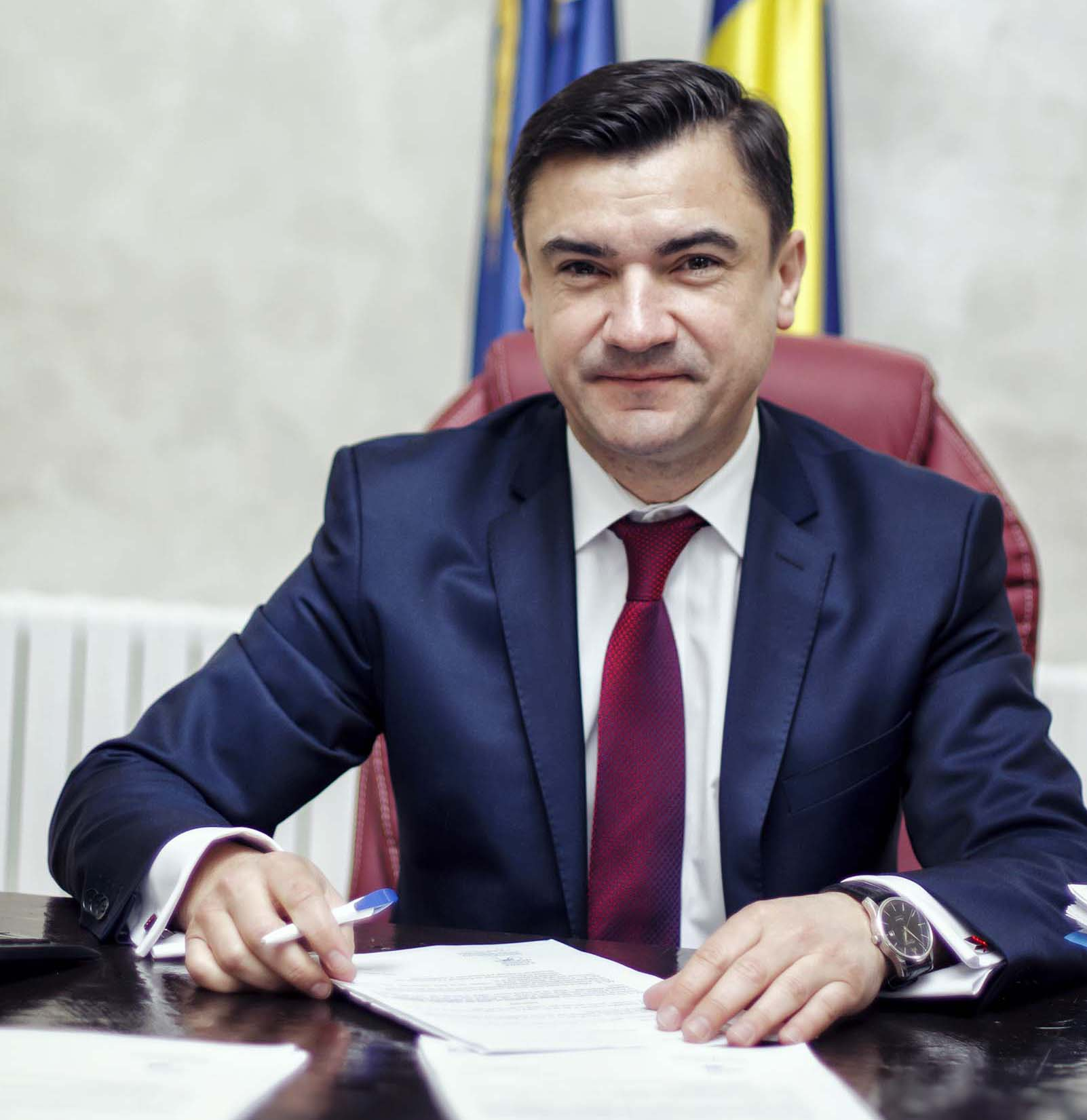
Alcalde Mihai Chirica.

El municipio de Iași está administrado por un alcalde y un consejo local compuesto por 27 concejales. El alcalde, Mihai Chirica, del Partido Nacional Liberal, ocupa el cargo desde el 5 de junio de 2016. A partir de las elecciones locales de 2020, el consejo local tiene la siguiente composición por partido político:

#### Alcaldes anteriores
| Lista de los últimos alcaldes de Iași durante el período histórico post-comunista | Lista de los últimos alcaldes de Iași durante el período histórico post-comunista | Lista de los últimos alcaldes de Iași durante el período histórico post-comunista                                     |
| Alcaldes designados por el Gobierno (1989-1992)                                   | Alcaldes designados por el Gobierno (1989-1992)                                   | Alcaldes designados por el Gobierno (1989-1992)                                                                       |
| Período                                                                           | Alcalde                                                                           | Partido político |
| --------------------------------------------------------------------------------- | --------------------------------------------------------------------------------- | --- |
| 1989-1990                                                                         | Vasile Dumitriu                                                                   | Frente de Salvación Nacional                                                                                          |
| 1990-1991                                                                         | Emil Uncheșel                                                                     | Frente de Salvación Nacional                                                                                          |
| 1991-1992                                                                         | Emil Alexandrescu                                                                 | Frente de Salvación Nacional                                                                                          |
| Alcaldes electos por sufragio popular (desde 1992)                                |                                                                                   | |
| Período                                                                           | Alcalde                                                                           | Partido político |
| 1992                                                                              | Emil Alexandrescu                                                                 | Frente de Salvación Nacional                                                                                          |
| 1992 (interino)                                                                   | Vasile Dumitriu                                                                   | Frente de Salvación Nacional                                                                                          |
| 1992-1996 1996-2000 2000-2003                                                     | Constantin Simirad                                                                | Partido Alianza Cívica (1992-1997) · Partido de Moldavos de Rumania (1998-2002) · Partido Socialdemócrata (2002-2003) |
| 2003-2004 (interino) 2004-2008 2008-2012 2012-2015                                | Gheorghe Nichita                                                                  | Partido Socialdemócrata                                                                                               |
| 2015-2016 (interino) 2016-2020                                                    | Mihai Chirica                                                                     | Partido Socialdemócrata (2015-2018) · Independiente (2018-2020) · Partido Nacional Liberal (desde 2020)               |
| 2020-2024                                                                         | Mihai Chirica                                                                     | Partido Nacional Liberal                                                                                              |

## Geografía

### Clima
| Parámetros climáticos promedio de Iași  | Parámetros climáticos promedio de Iași | Parámetros climáticos promedio de Iași | Parámetros climáticos promedio de Iași | Parámetros climáticos promedio de Iași | Parámetros climáticos promedio de Iași | Parámetros climáticos promedio de Iași | Parámetros climáticos promedio de Iași | Parámetros climáticos promedio de Iași | Parámetros climáticos promedio de Iași | Parámetros climáticos promedio de Iași | Parámetros climáticos promedio de Iași | Parámetros climáticos promedio de Iași | Parámetros climáticos promedio de Iași |
| Mes                                     | Ene.                                   | Feb.                                   | Mar.                                   | Abr.                                   | May.                                   | Jun.                                   | Jul.                                   | Ago.                                   | Sep.                                   | Oct.                                   | Nov.                                   | Dic.                                   | Anual                                  |
| --------------------------------------- | -------------------------------------- | -------------------------------------- | -------------------------------------- | -------------------------------------- | -------------------------------------- | -------------------------------------- | -------------------------------------- | -------------------------------------- | -------------------------------------- | -------------------------------------- | -------------------------------------- | -------------------------------------- | -------------------------------------- |
| Temp. máx. abs. (°C)                    | 16.7                                   | 22.5                                   | 27.0                                   | 31.8                                   | 36.4                                   | 38.0                                   | 40.1                                   | 39.7                                   | 38.0                                   | 33.9                                   | 29.0                                   | 19.5                                   | 40.1                                   |
| Temp. máx. media (°C)                   | 1.1                                    | 3.3                                    | 9.3                                    | 16.7                                   | 23.1                                   | 26.1                                   | 28.1                                   | 27.8                                   | 22.4                                   | 16.1                                   | 8.1                                    | 2.3                                    | 15.4                                   |
| Temp. media (°C)                        | −2.3                                   | −0.9                                   | 3.9                                    | 10.5                                   | 16.7                                   | 19.9                                   | 21.7                                   | 20.9                                   | 15.9                                   | 10.2                                   | 4.0                                    | −0.9                                   | 10                                     |
| Temp. mín. media (°C)                   | −5.2                                   | −4.2                                   | −0.1                                   | 5.4                                    | 10.6                                   | 14.2                                   | 15.9                                   | 15.2                                   | 10.8                                   | 5.9                                    | 0.9                                    | −3.7                                   | 5.5                                    |
| Temp. mín. abs. (°C)                    | −30.6                                  | −36.3                                  | −22.7                                  | −9.4                                   | −3.0                                   | 3.5                                    | 6.3                                    | 4.6                                    | −3.5                                   | −9.6                                   | −21.1                                  | −29.5                                  | −36.3                                  |
| Fuente: Temperaturas registradas entre. |                                        |                                        |                                        |                                        |                                        |                                        |                                        |                                        |                                        |                                        |                                        |                                        |                                        |

## Servicios

### Transporte

#### Urbano

Esquema del Tranvía de Iași.

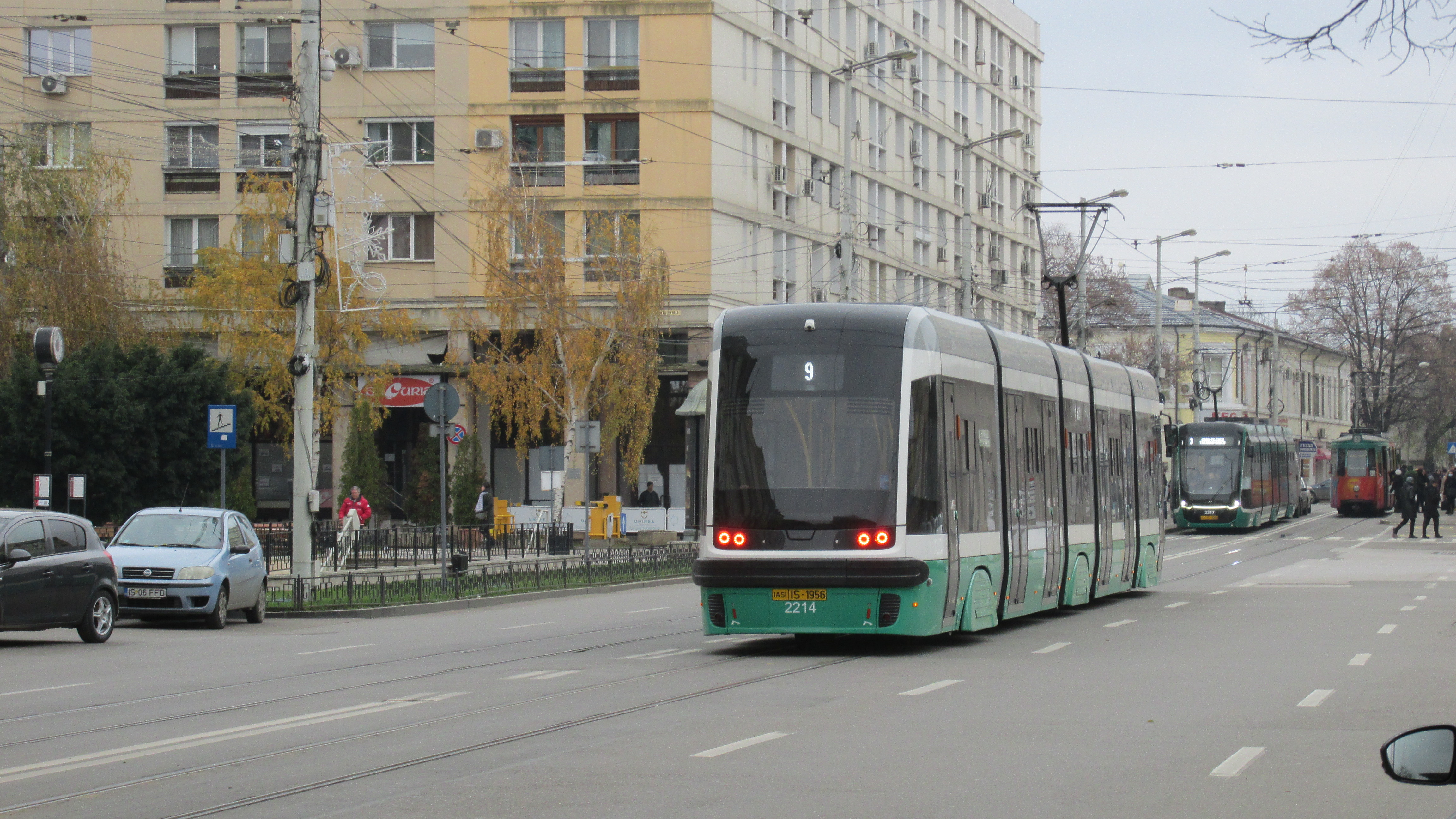
Tranvía de Iași en diciembre de 2022.

La mejor manera de moverse por la ciudad es a través de los tranvías, que tienen unos recorridos difíciles al tener que subir las colinas sobre las cuales se asienta Iași. La línea 3 quizás sea la más utilizada, enlazando la estación de ferrocarril de Iași con el barrio periférico de Dancu, pasando por Tatarași, un megadistrito. Copou está conectado con Nicolina a través de autobuses y tranvías, al igual que los barrios Dacia y Alexandru cel Bun se comunican con Centru y Zona Industrială. 
Iasi también contaba con trolebuses, todavía existentes en las grades ciudades rumanas, incluso de menor tamaño. Pero después de la Revolución del 1989 la infraestructura se ha ido degradando y los trolebuses fueron retirados paulatinamente. 
Hay también los llamados "maxi-taxi", unos minibuses que están operados por empresas privadas para asegurar conexiones entre otras partes de la ciudad y las localidades adyacentes.
Tramvaiul istoric es una pieza que pertenece a los inicios del transporte eléctrico en la ciudad y ofrece recorridos todos los días entre Târgu Cucu y Copou, el romántico y bohemio barrio donde habita la primera universidad de Rumanía.
La conexión con el Aeropuerto Internacional de Iași se realiza mediante el bus 50 coordinado con el horario de los vuelos, teniéndose en cuenta las llegadas y salidas.

#### Ferroviario
- Estación de ferrocarril de Iași

#### Aéreo
El Aeropuerto Internacional de Iași, que entró en servicio en 1926, es el único aeropuerto del distrito y el más importante de la región histórica de Moldavia. Tras la construcción de la Terminal 3, el aeropuerto ha sido considerado como uno de los más modernos del país, siendo utilizado en 2022 por 1 538 585 pasajeros.

### Educación

#### Universitaria
| Centro de educación superior                                                                                         | Acrónimo | Tipo    | Estudiantes | Estudiantes  | Estudiantes | Estudiantes | Ref.   |
| Centro de educación superior                                                                                         | Acrónimo | Tipo    | Total       | Licenciatura | Maestría    | Doctorado   | Ref.   |
| --- | -------- | ------- | ----------- | ------------ | ----------- | ----------- | ------ |
| Universidad Alexandru Ioan Cuza Universitatea „Alexandru Ioan Cuza”                                                  | UAIC     | Público | 24 352      | 18 187       | 5277        | 888         | [ 19 ] |
| Universidad Técnica Gheorghe Asachi Universitatea Tehnică „Gheorghe Asachi”                                          | TUIASI   | Público | 12 939      | 9368         | 2803        | 768         | [ 20 ] |
| Universidad de Medicina y Farmacia Grigore T. Popa Universitatea de Medicină și Farmacie „Grigore T. Popa”           | UMF Iași | Público | 9908        | —            | —           | 508         | [ 21 ] |
| Universidad Nacional de las Artes George Enescu Universitatea Națională de Arte „George Enescu”                      | UNAGE    | Público |             |              |             |             |        |
| Universidad de Ciencias de la Vida Ion Ionescu de la Brad Universitatea de Științele Vieții „Ion Ionescu de la Brad” | USV Iaşi | Público |             |              |             |             |        |
| Universidad Mihail Kogălniceanu Universitatea „Mihail Kogălniceanu”                                                  | UMK      | Privado |             |              |             |             |        |
| Universidad Petre Andrei Universitatea „Petre Andrei”                                                                | UPA      | Privado |             |              |             |             |        |
| Universidad Apollonia Universitatea Apollonia                                                                        | —        | Privado |             |              |             |             |        |

## Cultura

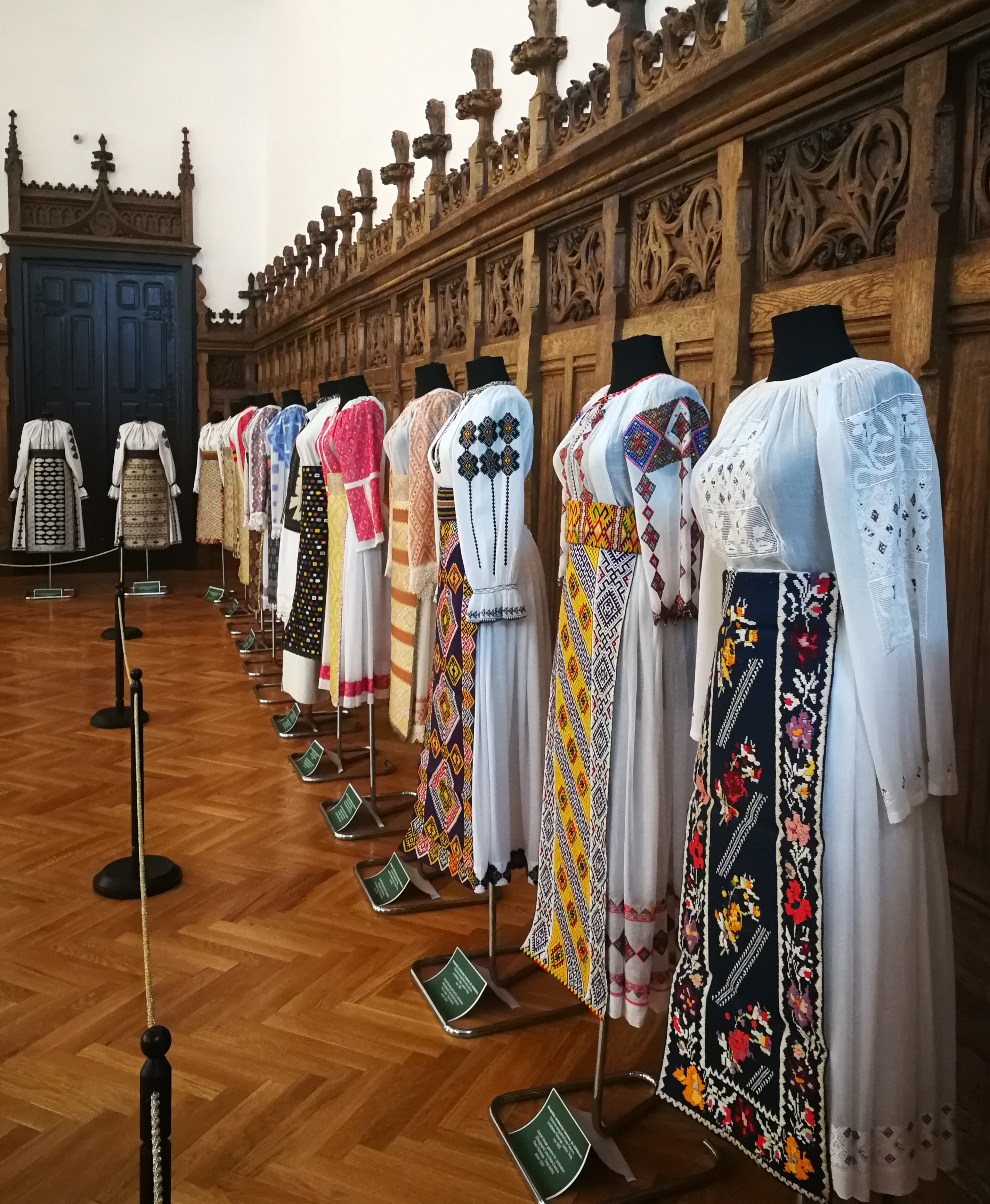
Museo Etnográfico de Moldavia en el Palacio de la Cultura.

### Medios de comunicación
A nivel de prensa escrita, en la ciudad pueden adquirirse los periódicos nacionales de mayor difusión, así como los periódicos locales Bună Ziua Iași y Ziarul de Iași.

Radio România Iași.

En radio se puede sintonizar la cadena de Radio România Iași.

TVR Iași.

En relación con la televisión, cuenta con TVR Iași, una de las seis cadenas regionales que opera la Sociedad Rumana de Televisión.

## Ciudades hermanas
La ciudad de Iași ha firmado diversos protocolos de hermanamiento de ciudades, dentro de las cuales se cuentan:
- Poitiers, Francia (1969)
- Monterrey, México (1993)
- Vínnitsa, Ucrania (1993)
- Xi'an, China (1994)
- Padua, Italia (1995)
- Isfahán, Irán (1999)
- Sant'Oreste, Italia (1999)
- Forano, Italia (1999)
- Filacciano, Italia (1999)
- Torrita Tiberina, Italia (1999)
- Morlupo, Italia (1999)
- Nazzano, Italia (1999)
- Athens, Estados Unidos (2001)
- Peristeri, Grecia (2002)
- Villeneuve-d'Ascq, Francia (2003)
- Jericó, Israel (2003)
- Veliko Tarnovo, Bulgari (2003)
- Netanya, Israel (2005)
- Heliópolis, Grecia (2007)
- Chisináu, Moldavia (2008)
- Chernivtsí, Ucrania (2012)
- Asiut, Egipto
- Irbid, Jordania
- Kozani, Grecia
- Quebec, Canadá